# Fleur Mellor
Fleur Mellor (Australia, 13 de julio de 1936) fue una atleta australiana especializada en pruebas de velocidad que consiguió su mayor éxito deportivo en la prueba de 4 x 100 m en la que llegó a ser campeona olímpica en 1956.

## Carrera deportiva
En los JJ. OO. de Melbourne 1956 ganó la medalla de oro en los relevos 4 x 100 metros, con un tiempo de 44.5 segundos que fue récord del mundo, llegando por delante de Reino Unido (plata) y Estados Unidos (bronce), siendo sus compañeras de equipo: Betty Cuthbert, Norma Croker y Shirley Strickland de la Hunty.